# Xysticus rugosus
Xysticus rugosus är en spindelart som beskrevs av Buckle och James H. Redner 1964. Xysticus rugosus ingår i släktet Xysticus och familjen krabbspindlar. Inga underarter finns listade i Catalogue of Life.